# Олейник, Иван Фёдорович
Иван Фёдорович Олейник (1909 — 1993) — полный кавалер Ордена Славы, участник Великой Отечественной войны, старшина миномётной роты 117-го гвардейского стрелкового полка 39-й гвардейской стрелковой дивизии, гвардии старший сержант.

## Биография
Иван Фёдорович Олейник родился 26 декабря 1909 года в селе Рясное (ныне Краснопольского района Сумской области Украины) в семье крестьянина. Украинец. Окончил 5 классов. Работал в колхозе. С 1933 года жил в городе Новая Одесса Николаевской области. Работал токарем, затем в совхозе. В РККА с 1931 года по 1933 год, с 1939 года по 1940 год и с апреля 1944 года. Участник похода советских войск в Западную Украину (1939) и советско-финской войны (1939-1940). В боях Великой Отечественной войны — с мая 1944 года.
Наводчик миномёта 117-го гвардейского стрелкового полка 39-й гвардейской стрелковой дивизии (8-я гвардейская армия, 1-й Белорусский фронт) гвардии рядовой Олейник И.Ф. в начале августа 1944 года, в числе первых форсировал реку Висла в районе Пшевуз-Тарновски (37 км. северо-западнее города Радом, Польша). В боях за расширение плацдарма ликвидировал 3 огневые точки и более отделения вражеских солдат. 14 августа 1944 года награждён Орденом Славы 3-й степени.
В январе 1945 года старшина минометной роты гвардии сержант Олейник И.Ф., при прорыве глубокоэшелонированной обороны противника на магнушевском плацдарме (20 км. юго-западнее города Гарволин, Польша), уничтожил 3 огневые точки и до взвода вражеской пехоты. В боях за город Познань обеспечил бесперебойное снабжение подразделения боеприпасами, вел огонь из миномета. 17 февраля 1945 года награждён Орденом Славы 2-й степени.
С 16 апреля 1945 года Олейник И.Ф., при прорыве обороны противника на левом берегу реки Одер и в боях за Берлин, под непрерывным вражеским пулемётно-артиллерийским огнём, умело руководил доставкой боеприпасов подразделению, огнём из миномёта нанес значительный урон противнику. Отразил с бойцами роты наступление группы вражеской пехоты, ликвидировав 7 и захватив в плен 9 солдат. 15 мая 1946 года награждён Орденом Славы 1-й степени.
В 1945 году Иван Фёдорович Олейник демобилизован. Жил в городе Николаев. Работал токарем. Награждён Орденом Отечественной войны 1-й степени и медалями.

Умер 17 мая 1993 года.

## Награды
- Орден Отечественной войны I степени. Указ Президиума Верховного Совета СССР от 11 марта 1985 года.
- Орден Славы I степени (№ 968) [1].
- Орден Славы II степени (№ 15531) [2].
- Орден Славы III степени (№ 126406) [3].
- Медаль « За победу над Германией в Великой Отечественной войне 1941—1945 гг.» [4].
- Медаль «За взятие Берлина» [5].
- Другие медали СССР.

## Память
Памятная доска на Аллее Героев в посёлке Краснополье Сумской области.